# سیارک ۱۵۵۰۸۳
سیارک ۱۵۵۰۸۳ (به انگلیسی: 155083 Banneker، نامگذاری:2005SE134) صد و پنجاه و پنج هزار و هشتاد و سومین سیارک کشف شده‌است که در ۳۰ سپتامبر ۲۰۰۵ کشف شد.